# تورج فرازمند
تورج فرازمند (۱۳۰۱ در تهران – ۱۹ خرداد ۱۳۸۵ در کالیفرنیا) روزنامه‌نگار، مترجم، ادیب، برنامه‌ساز رادیویی و از مدیران رادیو و تلویزیون ایران قبل از انقلاب ۱۳۵۷ ایران بود.
وی مدت‌ها سردبیر روزنامه اطلاعات بود و دوران سردبیری وی از پرتیراژترین دوران این روزنامه بود. در بحبوحهٔ ناآرامی‌های انقلاب ۱۳۵۷ و زمانی که ارتشبد ازهاری نخست‌وزیر ایران شد، به ریاست سازمان رادیو تلویزیون ملی ایران برگزیده شد. وی بعد از انقلاب، نخستین رادیوی فارسی‌زبان برون‌مرزی را بنیان گذاشت.

## زندگی‌نامه
او در سال ۱۳۰۱ در تهران به دنیا آمد. پدرش قاضی بود. در سال‌های جوانی از هواداران حزب توده ایران شد. بعد از جنگ جهانی دوم برای تحصیلات به فرانسه رفت. در پاریس با صادق هدایت آشنا شد.
تورج فرازمند بعد از بازگشت از فرانسه به مطبوعات پیوست و به سرعت به عنوان نویسنده و مترجم نامدار شد. در روزنامه اطلاعات ابتدا یکی از دبیران و سپس سردبیر شد.
تورج فرازمند هم‌زمان با کار در مطبوعات، در رادیو ایران هم به ترجمه و برنامه سازی مشغول بود. برنامه هشت دقیقه‌ای تفسیرهای سیاست جهانی او که در دهه چهل و پنجاه بعد از اخبار ساعت چهارده از رادیو پخش می‌شد از جمله بخاطر لحن و آهنگ کلام او شنوندگان زیادی داشت.
تورج فرازمند همچنین سریال رادیویی جنگ جهانی دوم را با همکاری ایرج گرگین ساخت که از جمله معدود برنامه‌های رادیویی قابل مقایسه با معیارهای حرفه‌ای جهانی بود. متن این سریال را فرازمند نوشته و گویندگی آن را هم به عهده داشت. پیش از آن خاطرات وینستون چرچیل، نخست وزیر زمان جنگ بریتانیا را با عنوان «خاطرات جنگ جهانی دوم» ترجمه کرده بود که در دوازده جلد توسط انتشارات نیل در سال ۱۳۴۷ منتشر شد.
با ادغام رادیو و تلویزیون و تأسیس سازمان رادیو و تلویزیون ملی ایران، تورج فرازمند به این سازمان منتقل شد و در سال‌های بعد به ریاست رادیو، مدیریت اخبار و مدیریت شبکه اول رادیو و تلویزیون رسید. در دوران ریاست تورج فرازمند بر شبکه یک، مجموعه‌ای از برنامه‌های پربینده، از جمله خانه‌به‌دوش (مراد برقی)، شوهای سیمای آشنا با اجرای پرویز قریب‌افشار و میخک نقره‌ای با اجرای فریدون فرخزاد و برنامه رنگارنگ ساخته شدند.
تورج فرازمند هم‌زمان با تشکیل دولت نظامی ارتشبد ازهاری، به عنوان دومین جانشین رضا قطبی بنیادگذار رادیو و تلویزیون ملی ایران به عنوان مدیرعامل این سازمان منصوب شد.
آخرین باری که صدای تورج فرازمند از رادیو در ایران شنیده شد، زمانی بود که برای نخستین بار در ابتدای اخبار ساعت چهارده فاش کرد که شاپور بختیار، نفر دوم جبهه ملی ایران ریاست دولت را پذیرفته است.
با روی کارآمدن دولت بختیار و در حالی که بعضی از روزنامه‌ها خبر از وزیر شدن تورج فرازمند داده بودند، وی برای سفری اداری از کشور خارج شد و دیگر هرگز بازنگشت.
وی ده سالی را در فرانسه گذراند و بعد از آن به کالیفرنیا رفت. او تا هفته‌ای قبل از مرگ همچنان به کار نوشتن و ترجمه و برنامه سازی رادیویی در رادیو صدای ایران در لوس آنجلس ادامه داد. همچنین در این سال‌ها مجله‌ای سیاسی با نام «جهان» هم به زبان فارسی منتشر کرد که چندان دیر نماند.
تورج فرازمند در شامگاه روز شنبه ۱۹ خرداد ۱۳۸۵ در هشتاد و چهار سالگی در پی سرطان کلیه در کالیفرنیا درگذشت.

## در فرهنگ عامه
- ایرج پزشک‌زاد، داستان بارانی سفارتی را براساس ماجرایی از تورج فرازمند نوشته است.[۵] همچنین ایرج پزشکزاد از شخصیت یکی از آشنایانش به نام ابوالفضل میرزا و همچنین تورج فرازمند در پردازش شخصیت اسدلله میرزا در رمان دایی جان ناپلئون الهام گرفته [۶]، و خود وی از بانیان چاپ شدن این داستان بوده است. [۷]